# Open de Vienne de snooker
L'Open de Vienne de snooker est un tournoi de snooker organisé à Vienne, en Autriche, ouvert aux joueurs professionnels et amateurs et de catégorie non-classée (en anglais non-ranking), c'est-à-dire ne comptant pas pour le classement mondial.
Le tournoi s'est tenu pour la première fois en 2010, n'a été renouvelé qu'en 2012 et, depuis, a lieu annuellement.
En raison de la pandémie de Covid-19, le tournoi est annulé à trois reprises entre 2020 et 2022.
Mark King et Peter Ebdon ont tous deux remporté le tournoi à deux reprises.
Le tenant du titre est le Suisse Alexander Ursenbacher.

## Palmarès
| Année                   | Vainqueur               | Finaliste               | Score                   | Saison                  |
| Open de Vienne (pro-am) | Open de Vienne (pro-am) | Open de Vienne (pro-am) | Open de Vienne (pro-am) | Open de Vienne (pro-am) |
| ----------------------- | ----------------------- | ----------------------- | ----------------------- | ----------------------- |
| 2010                    | Stephen Lee             | Bjorn Haneveer          | 5–4                     | 2010-2011               |
| 2012                    | Simon Bedford           | Jamie Jones             | 5–2                     | 2012-2013               |
| 2013                    | Mark King               | Craig Steadman          | 5–0                     | 2013-2014               |
| 2014                    | Mark King (2)           | Nigel Bond              | 5–2                     | 2014-2015               |
| 2015                    | Peter Ebdon             | Mark King               | 5–3                     | 2015-2016               |
| 2016                    | Peter Ebdon (2)         | Mark Davis              | 5–1                     | 2016-2017               |
| 2017                    | David Grace             | Nigel Bond              | 5–2                     | 2017-2018               |
| 2018                    | Michael Georgiou        | Ross Muir               | 5–4                     | 2018-2019               |
| 2019                    | Mark Joyce              | Mark King               | 5–4                     | 2019-2020               |
| 2023                    | Florian Nüßle           | Lukas Kleckers          | 5–0                     | 2023-2024               |
| 2024                    | Alexander Ursenbacher   | Craig Steadman          | 5–4                     | 2024-2025               |

## Bilan par pays
| Pays       | Joueurs | Total | Premier titre | Dernier titre |
| ---------- | ------- | ----- | ------------- | ------------- |
| Angleterre | 6       | 8     | 2010          | 2019          |
| Chypre     | 1       | 1     | 2018          | 2018          |
| Autriche   | 1       | 1     | 2023          | 2023          |
| Suisse     | 1       | 1     | 2024          | 2024          |